# Hugh Everett
Hugh Everett III, född 11 november 1930 i Washington, D.C., död 19 juli 1982 i McLean, Virginia, var en amerikansk matematiker och fysiker. Han föreslog 1957 flervärldstolkningen av kvantmekaniken. Den fick ett svalt mottagande bland fysikersamfundet, och Everett avslutade sin karriär som fysiker efter sin doktorsexamen vid Princeton University. Senare arbetade han bland annat som konsult inom försvarssektorn, bland annat med kärnvapenstrategi.
Everett gifte sig 1957 med Nancy Gore, som han fick två barn med. Dottern Elizabeth begick självmord 1996. Sonen Mark Oliver Everett, född 1963, är sångare i det amerikanska rockbandet Eels.
Everett dog 1982 av en hjärtinfarkt, sannolikt orsakad av många års rökning och högt intag av alkohol, samt även övervikt.